# Symphysodon langbianensis
Symphysodon langbianensis là một loài rêu trong họ Pterobryaceae. Loài này được Tixier mô tả khoa học đầu tiên năm 1970.